# 路人
路人（ろじん、? - 紀元前108年）は、衛氏朝鮮の国家運営にあたった4人の合議メンバー（朝鮮相路人、朝鮮相韓陰、尼谿相参、将軍王唊）の1人であり、官職は朝鮮の宰相。衛氏朝鮮の政治を担当していた。

## 概要
路人は、姓を持っていることから、主人である朝鮮王衛右渠と同じく、中国からの亡命者あるいはそのゆかりの人物であった。三上次男も路人が中国系の人物であることを指摘している。
紀元前109年から紀元前108年、前漢が衛氏朝鮮を討伐するために攻撃してくると、4人の合議メンバーのうち、韓陰や王唊などの中国からの亡命者あるいはそのゆかりの人物と一緒に朝鮮王の衛右渠を残したまま即座に降伏するが、降伏に赴く途中に死亡した。衛右渠殺害後も衛氏朝鮮の大臣らが抗戦したが、前漢は衛長降と路最を差し向け、大臣を殺させた。衛長降は衛右渠の子であり、路最は路人の子であった。

## 家族
- 子：路最